# Takaomyia formosana
Takaomyia formosana är en tvåvingeart som beskrevs av Tokuichi Shiraki 1930. Takaomyia formosana ingår i släktet Takaomyia och familjen blomflugor.
Artens utbredningsområde är Taiwan. Inga underarter finns listade i Catalogue of Life.